# Barbus caninus
Barbus caninus (tên tiếng Anh là Brook Barbel) là một loài cá vây tia thuộc họ Cyprinidae. Loài này có ở Ý và Thụy Sĩ. Môi trường sống tự nhiên của chúng là sông ngòi. Chúng hiện đang bị đe dọa vì mất nơi sống.